# Список глав государств в 1127 году
Список глав государств в 1126 году — 1127 год — Список глав государств в 1128 году — Список глав государств по годам

## Азия
- Аббасидский халифат — Аль-Мустаршид Биллах, халиф (1118 — 1135)
- Анатолийские бейлики —
  - Артукиды — 
    - Рукн ад-Даула Дауд ибн Сокмен, эмир (Хисн Кайф) (1109 — 1144)
    - Темюр-таш, эмир (Мардин) (1122 — 1152)
    - Сулайман Шамс, эмир (Мардин) (1122 — 1129)

  - Данишмендиды — Гази Гюмюштекин, эмир (1104 — 1134)
  - Иналогуллары — Илальди, эмир (1110 — 1142)
  - Менгджуки (Менгучегиды) — Дауд, бей (1120 — 1155)
  - Салтукиды — Музаффер Гази, эмир (1124 — 1132)
  - Шах-Армениды — 
    - Ибрахим Захир ад-дин, эмир (1111 — 1127)
    - Ахмад, эмир (1127 — 1128)
- Антиохийское княжество — Боэмунд II, князь (1111 — 1130)
- Армения —
  - Киликийское царство — Торос I, князь (1100/1102/1103 — 1129)
  - Сюникское царство — Григор II Сенекеримян, царь (1096 — 1166)
- Восточно-Караханидское ханство — Ахмед Арслан-хан, хан (1103 — 1130)
- Газневидское государство — Бахрам-шах, султан (1117 — 1157)
- Грузинское царство — Деметре I, царь (1125 — 1155, 1155 — 1156)
- Гуриды — Изз уд-Дин Хусайн, малик (1100 — 1146)
- Дайвьет — 
  - Ли Ньян Тонг, император[англ.] (1072 — 1127)
  - Ли Тан Тонг, император[англ.] (1127 — 1138)
- Дали (Дачжун) — Дуань Юй, король (1108 — 1147)
- Зангиды — Имад ад-Дин Занги, атабек Масула и Алеппо (1127 — 1146)
- Западно-Караханидское ханство — Мухаммед-тегин, хан (1102 — 1129)
- Иерусалимское королевство — Балдуин II, король (1118 — 1131)
- Индия —
  - Венад[англ.] — Керала Варма I, махараджа[англ.] (1125 — 1145)
  - Восточные Ганги[англ.] — Анантаварман Чодагнга, царь (1078 — 1147)
  - Западные Чалукья[англ.] — 
    - Трибхуванамалла Викрамадитья VI, махараджа (1077 — 1127)
    - Сомешвара III, махараджа (1127 — 1138)

  - Калачури[нем.] — Гайякарна, раджа[нем.] (1125 — 1152)
  - Качари — Бираджвай, царь (ок. 1125 — ок. 1155)
  - Кашмир (Лохара) — Суссала, царь[англ.] (1111 — 1128)
  - Пала — Рамапала, царь (1077 — 1130)
  - Парамара[англ.] — Наравармандева, махараджа[англ.] (1094 — 1134)
  - Сена — Виджая Сена, раджа (1096 — 1159)
  - Соланки — Джаясимха Сиддхараджа, раджа (1093 — 1143)
  - Хойсала — Боттига Вашнувардхана, перманади (1108 — 1152)
  - Чандела — Притививарман, раджа (1117 — 1128)
  - Чола — Викрама Чола, махараджа (1120 — 1135)
  - Ядавы (Сеунадеша) — Сингхана I, махараджа (1105 — 1145)
- Иран —
  -  Баванди — Али I, испахбад (1118 — 1142)
- Йемен —
  - Зурайиды — Саба, амир (? — 1138)
  - Наджахиды — Фатик II бин Мансур, амир (1124 — 1137)
  -  Сулайхиды — Арва бинт Ахмад, эмир (1086 — 1138)
  -  Хамданиды — Хумас бин аль-Кубайб, султан (1124 — 1132)
- Кедири — Камешвара, раджа (ок. 1117 — ок. 1130)
- Китай — 
  -  Империя Сун  — 
    - Цинь-цзун (Чжао Хуань), император (1126 — 1127)
    - Гао-цзун (Чжао Гоу), император (1127 — 1162)

  - Западное Ся — Чунцзун (Ли Ганьчунь), император (1086 — 1139)
  - Каракитайское ханство (Западное Ляо) — Елюй Даши, гурхан (1124 — 1143)
  - Цзинь — Ваньянь Уцимай (Тай-цзун), император (1123 — 1135)
- Кхмерская империя (Камбуджадеша) — Сурьяварман II, император (1113 — 1150)
- Конийский (Румский) султанат — Масуд I, султан (1116 — 1156)
- Корея (Корё)  — Инджон, ван (1122 — 1146)
- Лемро — Тагивин II, царь[англ.] (1115 — 1133)
- Паган — Ситу I, царь[англ.] (1112/1113 — 1167)
- Полоннарува — Викрамабаху I, царь (1111 — 1132)
- Сельджукская империя — Санджар, великий султан (1118 — 1153)
  - Султанат Алеппо — Масуд аль-Бурзуки, атабек (1126 — 1127)
  - Дамасский эмират — Тугтегин, эмир (1104 — 1128)
  - Иракский султанат — Махмуд II, султан (1118 — 1131)
  - Керманский султанат — Арслан-шах I, султан (1101 — 1142)
- Сунда — Ланглангбхуми, махараджа (1064 — 1154)
- Графство Триполи — Понс, граф (1112 — 1137)
- Тямпа — Хариварман V, князь (1114 — 1139)
- Государство Хорезмшахов — 
  - Кутб ад-Дин Мухаммед I, хорезмшах (1097 — 1127)
  - Ала ад-Дин Атсыз, хорезмшах (1127 — 1156)
- Шеддадиды (Анийский эмират) — Фадл IV ибн Шавур, эмир (1125 — 1130)
- Ширван — Минучихр III Великий, ширваншах (1120 — 1160)
- Эдесское графство — Жослен I, граф (1118 — 1131)
- Япония — Сутоку, император (1123 — 1142)

## Африка
- Альморавиды — Али ибн Юсуф, эмир (1106 — 1143)
- Гана — Маян Вагаду, царь (1120 — 1130)
- Гао — Али Кар, дья (ок. 1120 — ок. 1140)
- Зириды — Аль-Хасан ибн Али, эмир (1121 — 1163)
- Канем — Дунама II, маи (1098 — 1150)
- Килва — аль-Хассан ибн Давуд, султан (1106 — 1129)
- Макурия — Василий, царь (ок. 1089 — ок. 1130)
- Нри[англ.] — Намоке, эзе[англ.] (1090 — 1158)
- Фатимидский халифат — Аль-Амир Биахкамиллах, халиф (1101 — 1130)
- Хаммадиды — Яхья ибн Абд аль-Азиз, султан (1121 — 1152)
- Эфиопия — Гебре Мескель Лалибела, император (1119 — 1159)

## Европа
- Англия — Генрих I, король (1100 — 1135)
- Венгрия — Иштван II, король (1116 — 1131)
- Венецианская республика — Доменико Микеле, дож (1117 — 1130)
- Византийская империя — Иоанн II Комнин, император (1118 — 1143)
- Дания — Нильс, король (1104 — 1134)
- Ирландия — Тойрделбах Уа Конхобайр, верховный король (1119 — 1156)
  - Айлех — Конхобар мак Домналл, король (1121 — 1128)
  - Десмонд — 
    - Кормак Маккарти, король (1123 — 1127, 1127 — 1138)
    - Доннхад Маккарти, король (1127, 1138 — 1143)

  - Дублин — 
    - Конхобар мак Тоиррделбах Уа Конхобайр, король (1126 — 1127)
    - Диармайт Мак Мурхада, король (1127 — 1136, 1162 — 1166)

  - Коннахт — Тойрделбах Уа Конхобайр, король (1106 — 1156)
  - Лейнстер — Диармайт Мак Мурхада, король (1126 — 1171)
  - Миде — 
    - Мурхад мак Домнайлл Уа Маэл Сехлайнн, король (1106 — 1127, 1130 — 1143)
    - Диармайт мак Домналл Уа Маэл Сехлайнн, король (1127 — 1130)

  - Ольстер — 
    - Аэд мак Дуйнн Слейбе, король (1113 — 1127)
    - Эохайд Уа Махгамна, король (1113 — 1127)
    - Рагналл Уа Эохада, король (1127 — 1131)

  - Томонд — Конхобар мак Диармайта, король (1118 — 1142)
- Испания —
  - Ампурьяс — Понс II, граф (ок. 1116 — ок. 1154)
  - Арагон — Альфонсо I Воитель, король (1104 — 1134)
  - Барселона — Рамон Беренгер III Великий, граф (1097 — 1131)
  - Кастилия и Леон — Альфонсо VII, король (1126 — 1157)
  - Майорка (тайфа) — Мухаммад I, эмир (1126 — 1156)
  - Наварра — Альфонсо I Воитель, король (1104 — 1134)
  - Пальярс Верхний — Артау (Артальдо) III, граф (ок. 1124 — ок. 1167)
  - Пальярс Нижний — Арнау Миро I, граф (1124 — 1174)
  - Португалия — Тереза, графиня (1112 — 1128)
- Прованс — Рамон Беренгер III Барселонский, граф (1112 — 1131)
  - Сарагоса (тайфа) — Ахмад III ал-Мунстансир, эмир (1119 — 1142)
  - Урхель — Эрменгол VI, граф (1102 — 1154)
- Италия —
  - Апулия и Калабрия — 
    - Вильгельм II, герцог (1111 — 1127)
    - Рожер II, герцог (1127 — 1134)

  - Гаэта — Ричард III, герцог[англ.] (1121 — 1140)
  - Капуя и Аверса — 
    - Жордан II, князь (1120 — 1127)
    - Роберт II, князь (1127 — 1135)

  - Неаполь — Сергий VII, герцог (ок. 1123 — 1137)
  - Сицилия — Рожер II, великий граф (1105 — 1130)
  - Таранто — Боэмунд II, князь (1111 — 1128)
- Киевская Русь (Древнерусское государство) — Мстислав Владимирович Великий, великий князь Киевский (1125 — 1132)
  -  Владимиро-Суздальское княжество — Юрий Владимирович Долгорукий, князь (1113 — 1149, 1151 — 1157)
  -  Волынское княжество — Андрей Владимирович Добрый, князь (1119 — 1135)
  -  Галичское княжество — Иван Василькович, князь (1124 — 1141)
  -  Городенское княжество — Всеволодко, князь (1116 — 1141)
  -  Звенигородское княжество — Владимир Володаревич, князь (1124 — 1128)
  -  Курское княжество — 
    - Игорь Ольгович, князь (1115 — 1127)
    - Изяслав Мстиславич, князь (1127 — 1129)

  -  Муромское княжество — 
    - Всеволод Давыдович, князь (1123 — 1127)
    - Ярослав Святославич, князь (1097 — 1123, 1127 — 1129)

  -  Новгород-Северское княжество — 
    - Всеволод Ольгович, князь (1115 — 1127)
    - Владимир Давыдович, князь (1127 — 1139)

  -  Новгородское княжество — Всеволод Мстиславич, князь (1117 — 1132, 1132 — 1136)
  -  Перемышльское княжество — Ростислав Володаревич, князь (1124 — 1128)
  -  Переяславское княжество — Ярополк Владимирович, князь (1114 — 1132)
  -  Полоцкое княжество — 
    - Давыд Всеславич, князь (1101 — 1127, 1128 — 1129)
    - Борис (Рогволод) Всеславич, князь (1101 — 1128)
    -  Витебское княжество — Святослав Всеславич, князь (1101 — 1129)
    -  Лукомское княжество — Ростислав Всеславич, князь (1101 — 1129)

  -  Смоленское княжество — 
    - Вячеслав Владимирович, князь (1113 — 1127)
    - Ростислав Мстиславич, князь (1127 — 1159)

  -  Теребовльское княжество — Ростислав Василькович, князь (1124 — ок. 1141)
  -  Туровское княжество — 
    - Изяслав Святополкович, князь (1123 — 1127)
    - Вячеслав Владимирович, князь (1127 — 1132, 1134 — 1142, 1143 — 1146)

  -  Черниговское княжество — 
    - Ярослав Святославич, князь (1123 — 1127)
    - Всеволод Ольгович, князь (1127 — 1139)
- Норвегия — Сигурд I Крестоносец, король (1103 — 1130)
- Папская область — Гонорий II, папа римский (1124 — 1130)
- Польша — Болеслав III Кривоустый, князь (1102 — 1138)
- Померания — Вартислав I, князь (1106 — 1135)
- Священная Римская империя — Лотарь II, король Германии (1125 — 1133)
  - Австрийская (Восточная) марка — Леопольд III Святой, маркграф (1095 — 1136)
  - Бавария — Генрих X Гордый, герцог (1126 — 1139)
  - Баден — Герман II, маркграф (1112 — 1130)
  - Бар — Рено I, граф (1105 — 1149)
  - Берг — Адольф II (IV), граф (1106 — 1160)
  - Верхняя Лотарингия — Симон I, герцог (1115 — 1139)
  - Вюртемберг — Конрад II, граф (1110 — 1143)
  - Гелдерн — Герхард I, граф (1096 — 1129)
  - Голландия — Дирк VI, граф (1121 — 1157)
  - Гольштейн — Адольф I, граф (1111 — 1130)
  - Каринтия — Энгельберт, герцог (1123 — 1134)
  - Клеве — Арнольд I, граф (1119 — 1147)
  - Лимбург — Валеран II, герцог (1119 — 1139)
  - Лувен — Готфрид I, граф (1095 — 1139)
  - Лужицкая (Саксонская Восточная) марка — Альбрехт Медведь, маркграф (1124 — 1131)
  - Люксембург — Вильгельм I, граф (1096 — 1131)
  - Мейсенская марка — Конрад Великий, маркграф (1124 — 1156)
  - Монбельяр — Тьерри II, граф (1105 — 1163)
  - Монферрат — Раньери, маркграф (1111 — ок. 1136)
  - Намюр — Жоффруа I, граф (1102 — 1139)
  - Нассау — Роберт I, граф (1123 — 1154)
  - Нижняя Лотарингия — Валериан II Лимбургский, герцог (1125 — 1138)
  - Ольденбург — Эгильмар II, граф (1108 — 1143)
  - Рейнский Пфальц — Готфрид, пфальцграф (1113 — 1129)
  - Саарбрюккен — Фридрих, граф (1118 — 1135)
  - Савойя — Амадей III, граф (1103 — 1148)
  - Саксония — Лотарь, герцог (1106 — 1137)
  - Салуццо — Манфред I, маркграф (1125 — 1175)
  - Северная марка — Генрих II фон Штаде, маркграф (1118 — 1128)
  - Сполето — Конрад фон Шейерн, герцог (1119 — 1127)
  - Церинген — Конрад I, герцог (1122 — 1152)
  - Чехия — Собеслав I, князь (1125 — 1140)
    - Брненское княжество — Вратислав, князь (1126 — 1129, 1130 — 1155)
    - Зноемское княжество — Конрад II, князь (1123 — ок. 1161)
    - Оломоуцкое княжество — Вацлав I, князь (1126 — 1130)

  - Швабия — Фридрих II, герцог (1105 — 1147)
  - Штирия (Карантанская марка) — Леопольд, маркграф (1122 — 1129)
  - Эно (Геннегау) — Бодуэн IV, граф (1120 — 1171)
  - Юлих — Герхард III, граф (1093 — 1128)
- Сербия —
  - Дукля — Георгий Бодинович, жупан (1113 — 1118, 1125 — 1131)
  - Рашка — Урош I, великий жупан (1112 — 1145)
- Уэльс —
  - Гвинед — Грифид ап Кинан, король (1081 — 1137)
  - Дехейбарт — Грифид ап Рис, король (1116 — 1137)
  - Поуис — Маредид ап Бледин, король (1075 — 1102, 1116 — 1132)
- Франция — Людовик VI Толстый, король (1108 — 1137)
  - Аквитания — Гильом X Святой, герцог (1126 — 1137)
    - Арманьяк — Жеро III, граф (1110 — 1160)

  - Ангулем — Вульгрин II, граф (1120 — 1140)
  - Анжу — Фульк V, граф (1109 — 1129)
  - Блуа — Тибо IV Великий, граф (1102 — 1152)
  - Бретань — Конан III, герцог (1112 — 1148)
    - Нант — Конан III, граф (1112 — 1148)
    - Ренн — Конан III, граф (1112 — 1148)

  - Булонь — Матильда, графиня (1125 — 1152)
  - Бургундия (герцогство) — Гуго II Тихий, герцог (1103 — 1143)
  - Бургундия (графство) — 
    - Гильом III, пфальцграф (1125 — 1127)
    - Рено III, пфальцграф (1127 — 1148)

  - Вермандуа — Рауль I, граф (1102 — 1152)
  - Макон — 
    - Гильом III, граф (1125 — 1127)
    - Рено III, граф (1102 — 1148)

  - Невер — Гильом II, граф (1097 — 1148)
  - Нормандия — Генрих I Английский, герцог (1106 — 1135)
  - Овернь — Гильом VI, граф (ок. 1096 — 1136)
- Прованс — Альфонс I Иордан Тулузский, маркиз (1112 — 1148)
  - Руссильон — Госфред III, граф (1113 — 1164)
  - Тулуза — Альфонс I Иордан, граф (1112 — 1148)
  - Фландрия — 
    - Карл I Добрый, граф (1119 — 1127)
    - Вильгельм Клитон, граф (1127 — 1128)

  - Фуа — Роже III, граф (1124 — 1148)
  - Шалон — Гильом I, граф (1113 — 1166)
  - Шампань — Тибо II, граф (1125 — 1152)
- Швеция — Магнус Сильный, король (1125 — ок. 1130)
- Шотландия — Давид I Святой, король (1124 — 1153)

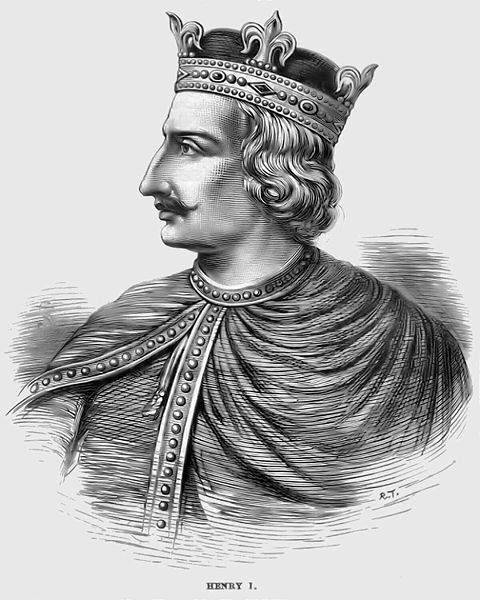
Генрих I 1000-1135 Король Англии
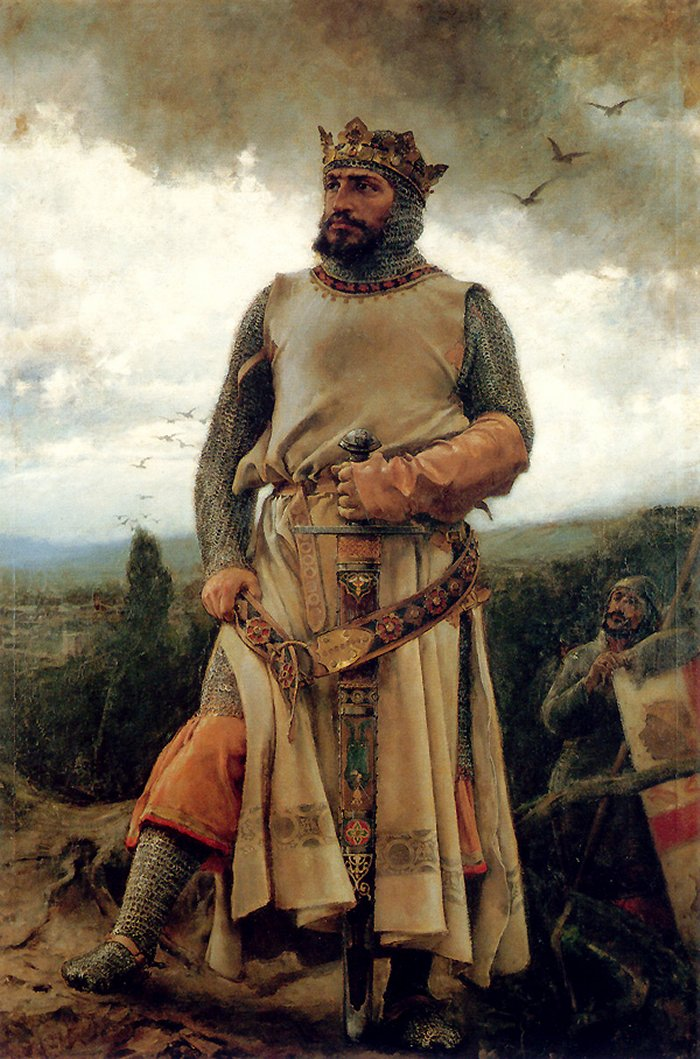
Альфонсо I Воитель 1104-1134 Король Арагона и Наварры
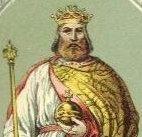
Лотарь II 1125-1133 Король Германии
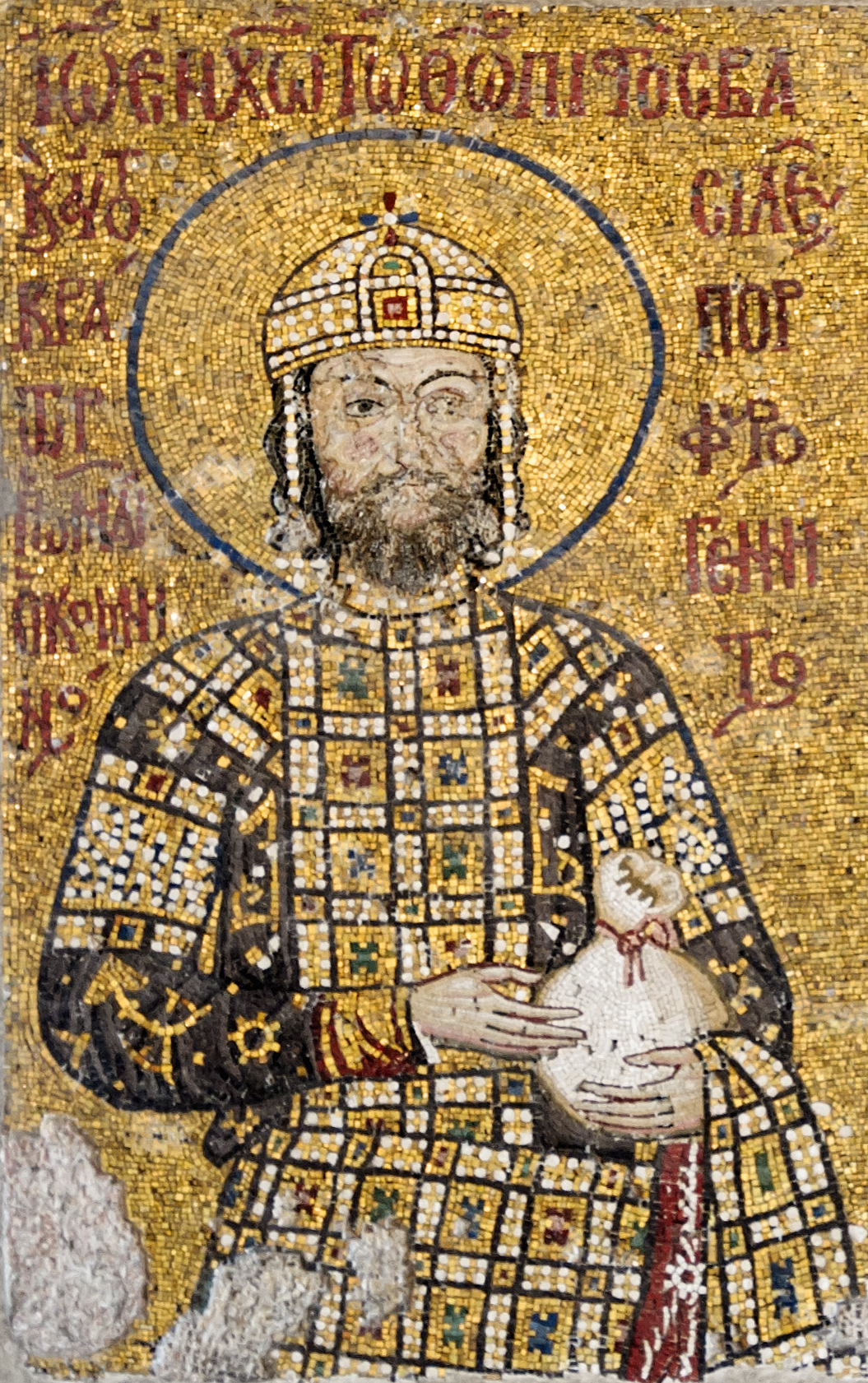
Иоанн II Комнин 1118-1143 Император Византии
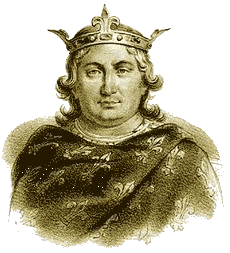
Людовик VI 1108-1137 Король Франции
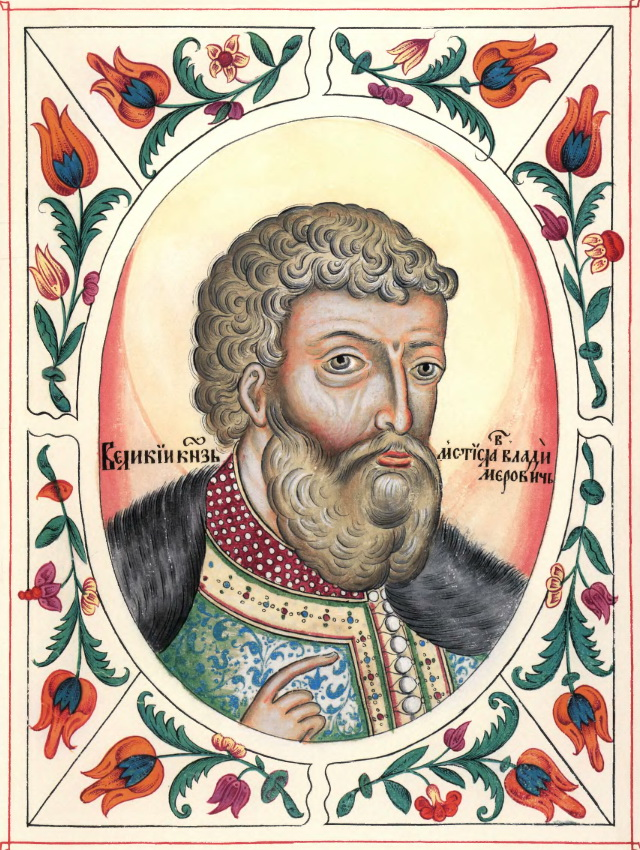
Мстислав Владимирович 1125-1132 Великий князь Киевский
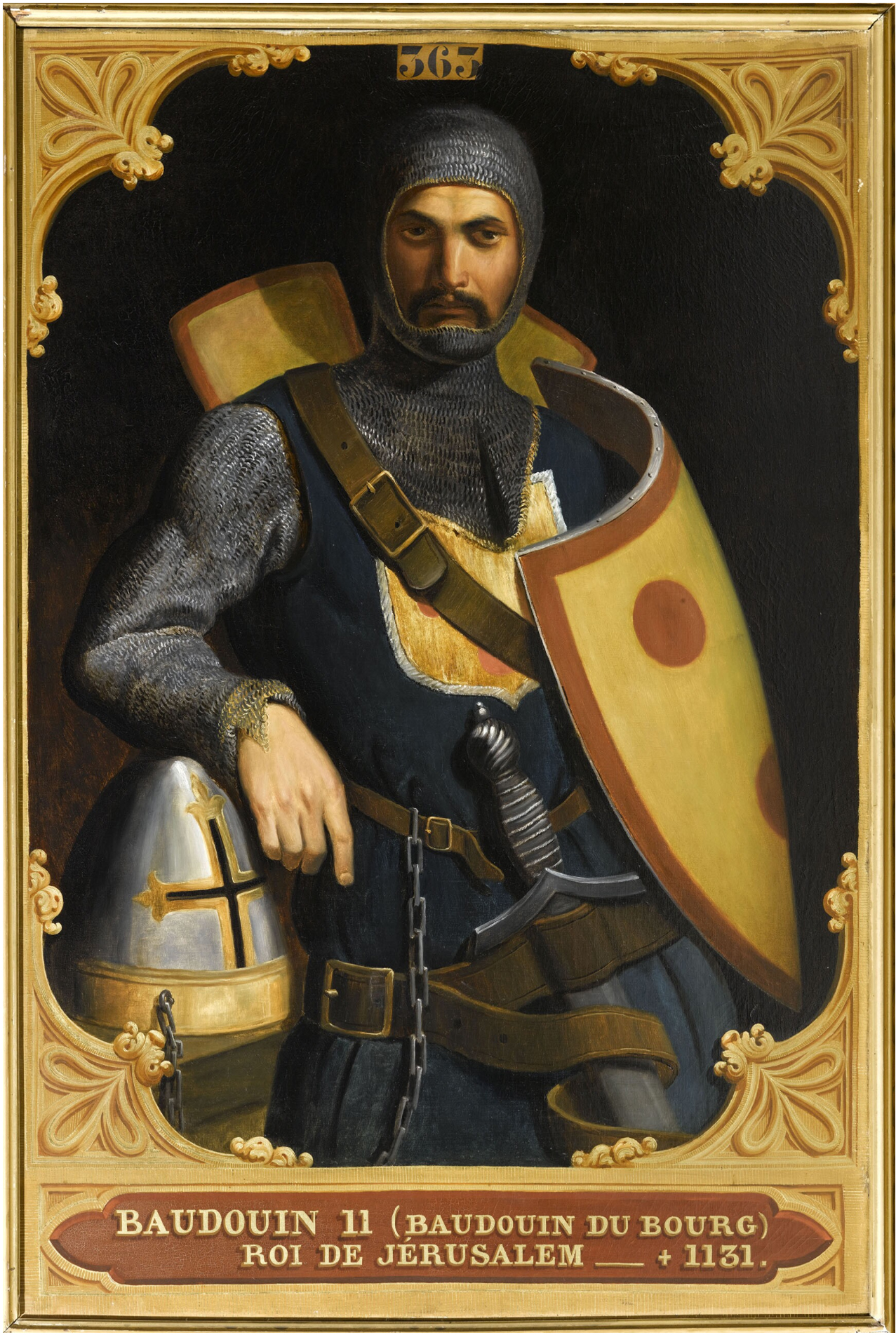
Балдуин II 1118-1131 Король Иерусалима
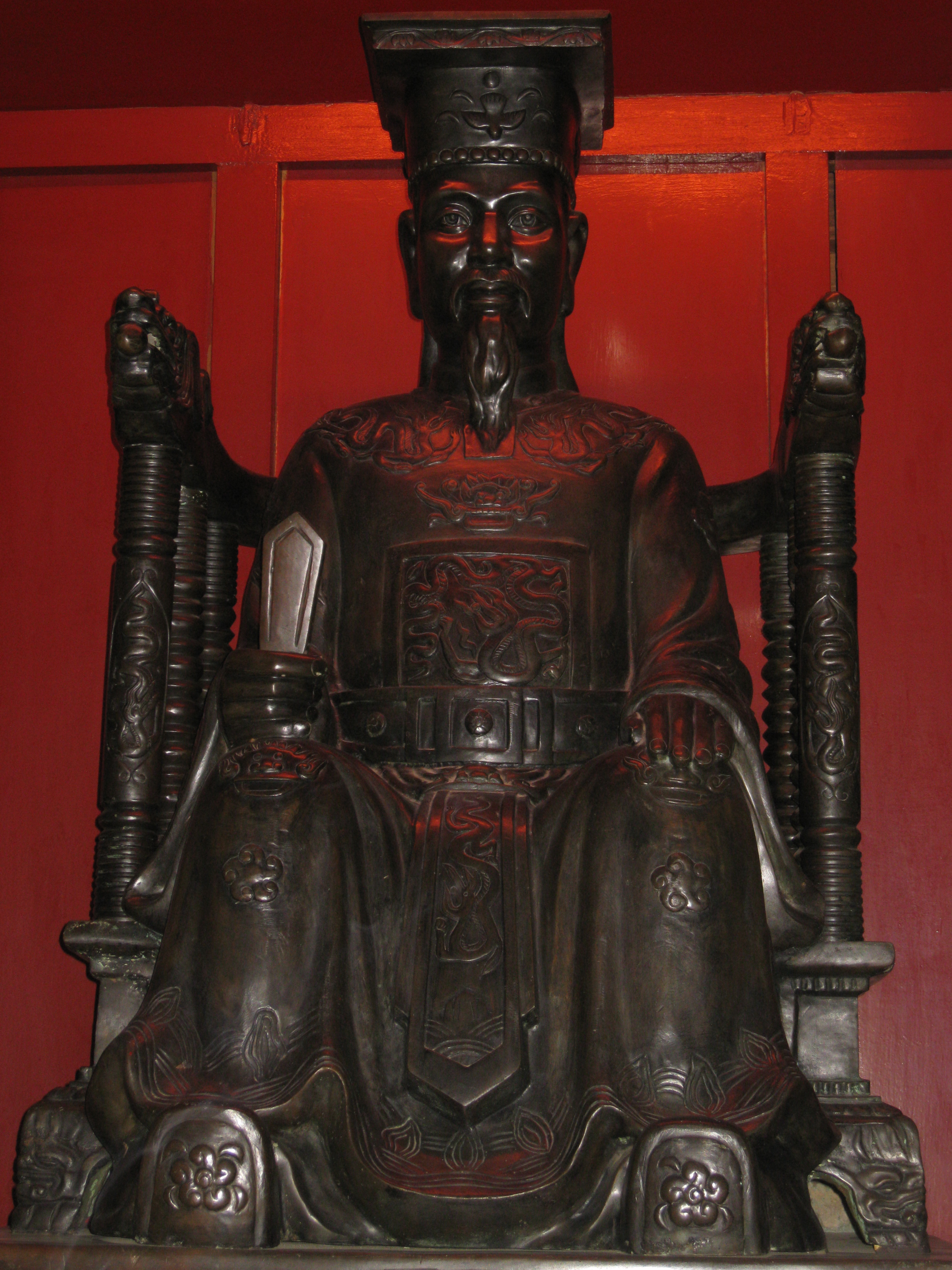
Ли Тхань Тонг 1072-1127 Император Дайвьета
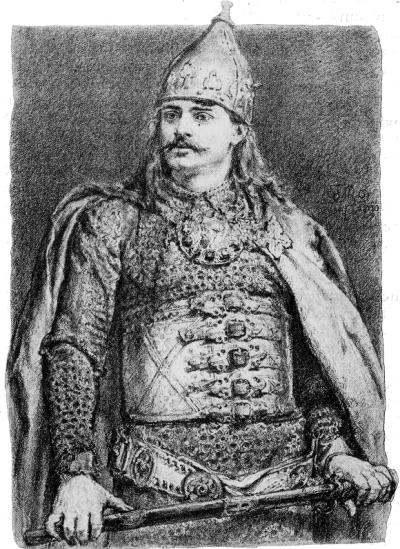
Болеслав III Кривоустый 1102-1138 Князь Польши
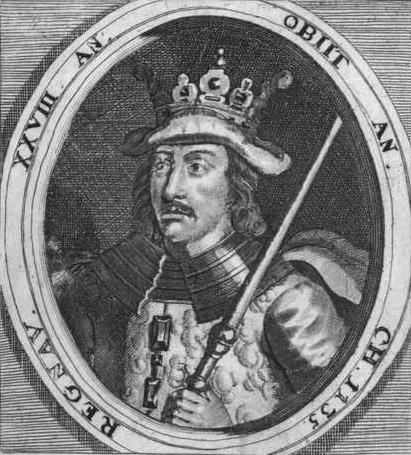
Нильс 1104-1134 Король Дании
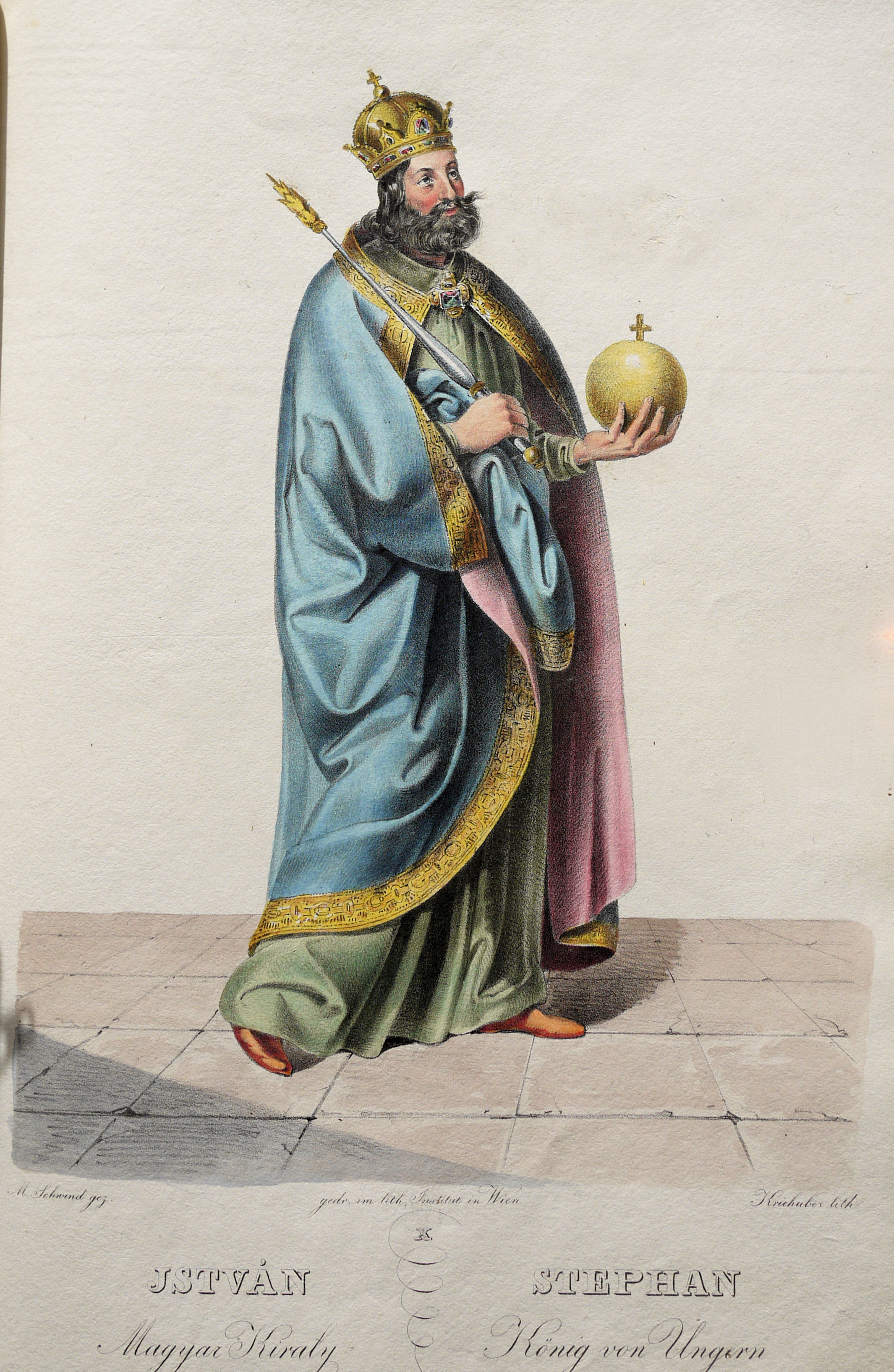
Иштван II 1116-1131 Король Венгрии
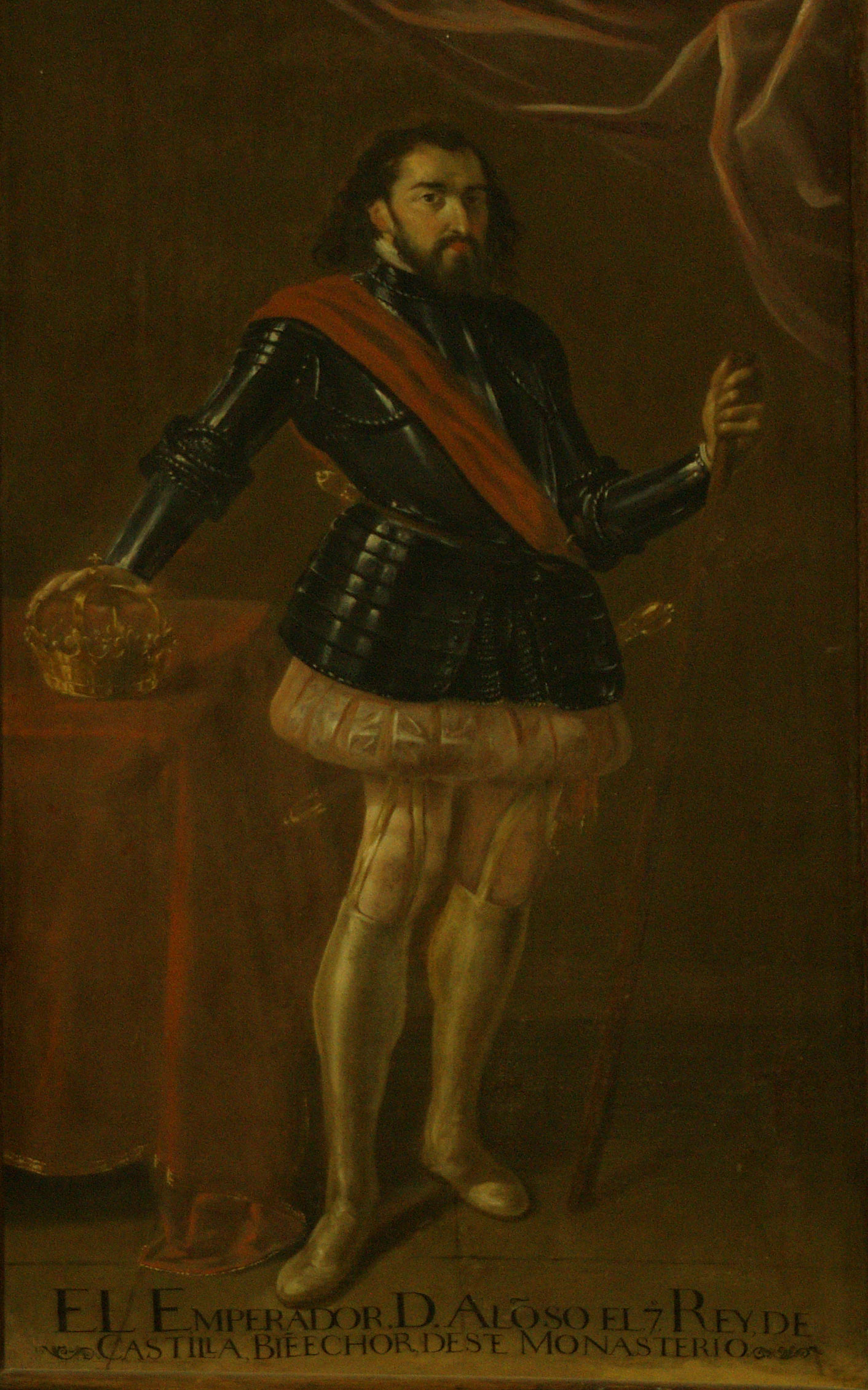
Альфонсо VII 1126-1157 Король Кастилии и Леона
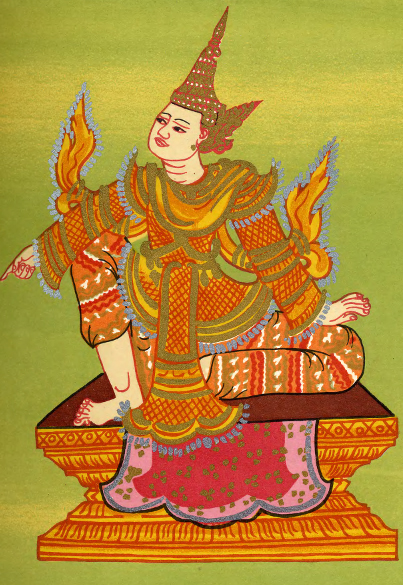
Ситу I 1112-1167 Царь Пагана
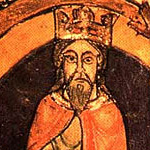
Давид I Святой 1124-1153 Король Шотландии
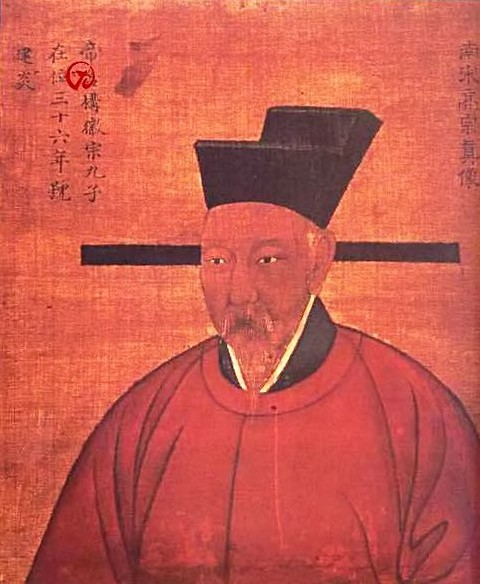
Гао-цзун 1027-1162 Император Китая
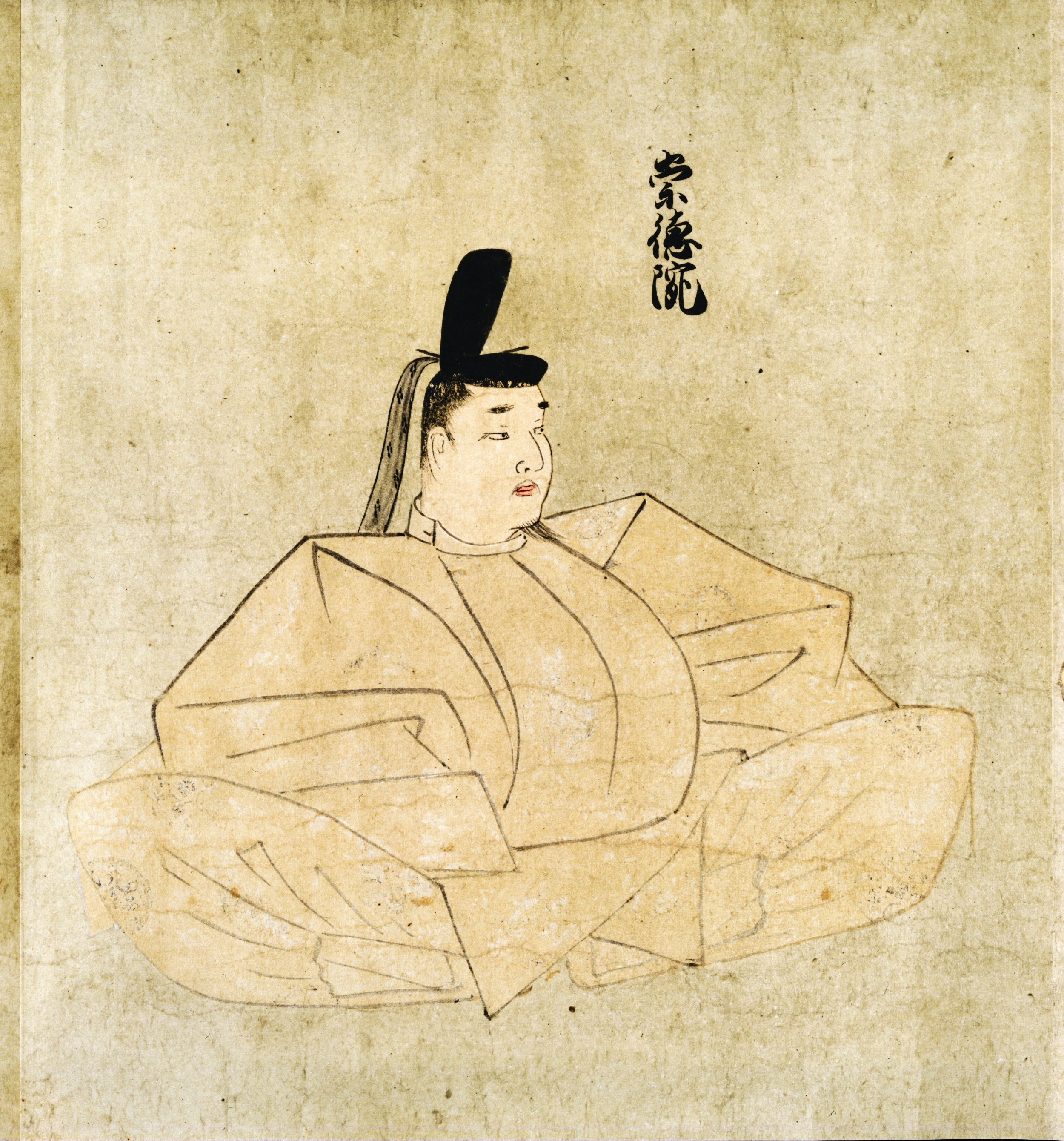
Сутоку 1123-1142 Император Японии
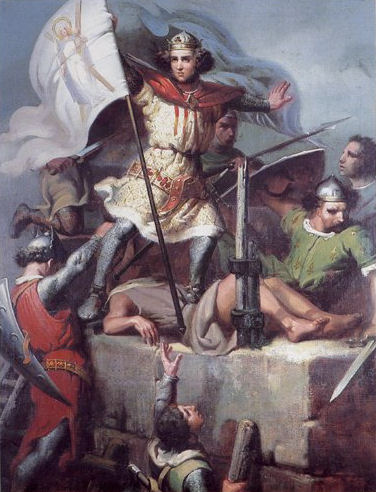
Рамон Беренгер III Великий 1097-1131 Граф Барселоны
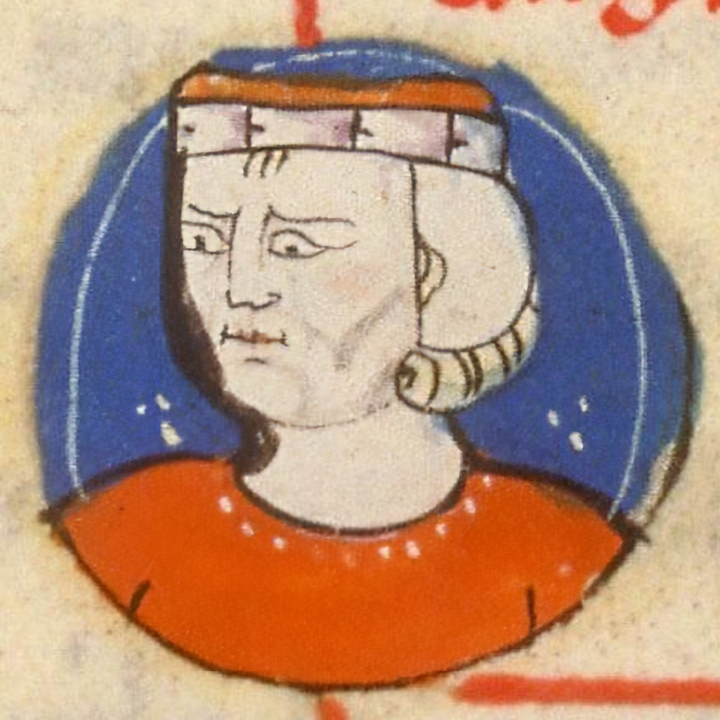
Тибо II Великий 1125-1152 Граф Шампани
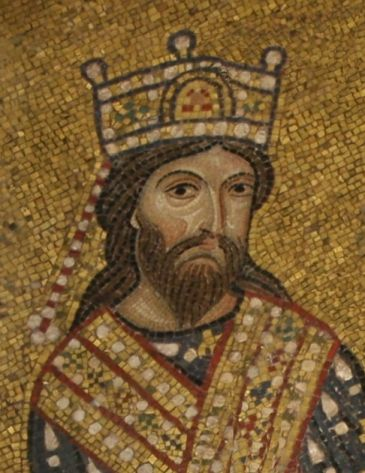
Рожер II 1105-1130 Великий граф Сицилии
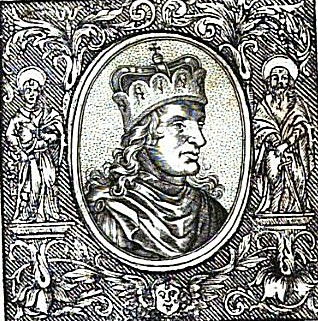
Собеслав I 1125-1140 Князь Чехии
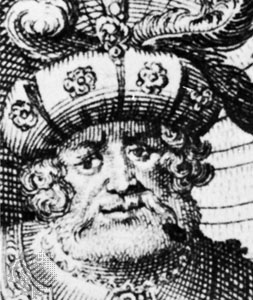
Генрих II Гордый 1126-1139 Герцог Баварский
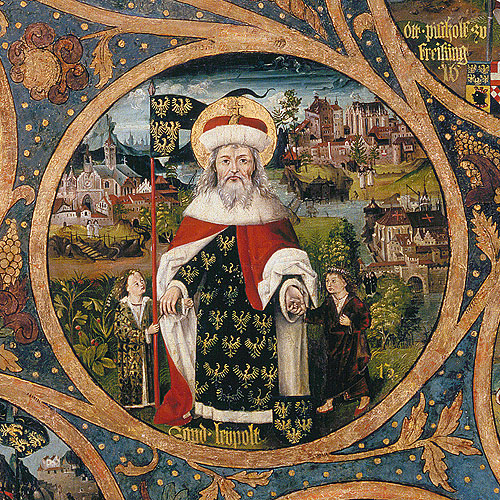
Леопольд III 1095-1136 Маркграф Австрийский
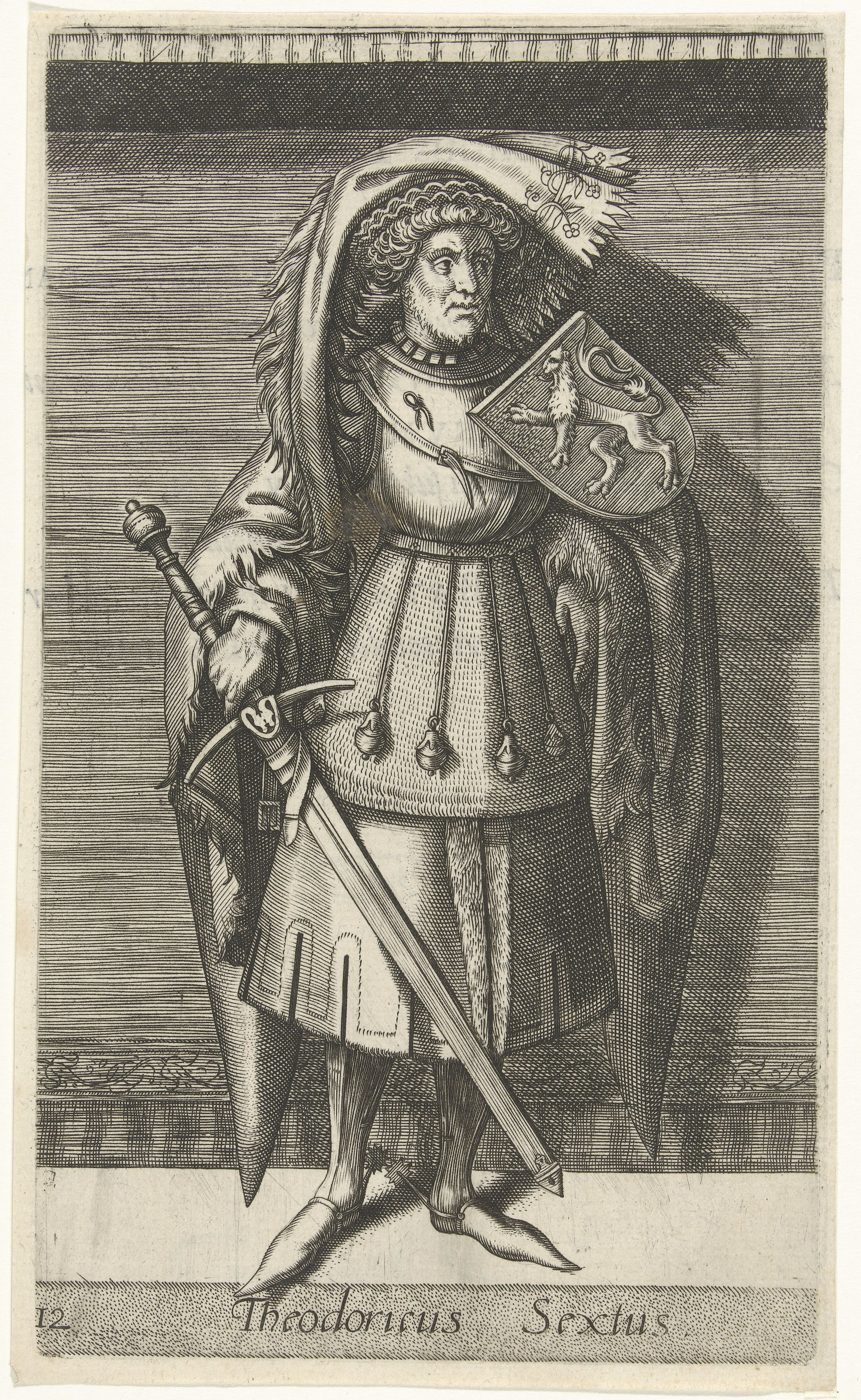
Дирк VI 1121-1157 Граф Голландии
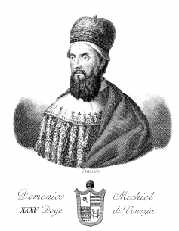
Доменико Микеле 1117-1130 Дож Венеции
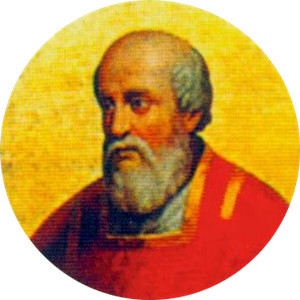
Гонорий II 1124-1130 Папа римский